# 塞斯特
塞斯特是德国石勒苏益格－荷尔斯泰因州的一个市镇。总面积11.57平方公里，总人口957人，其中男性466人，女性491人（2011年12月31日），人口密度83人/平方公里。